# Edison (azienda)
Edison S.p.A. è un'azienda italiana attiva nei settori dell'approvvigionamento, produzione e vendita di energia elettrica e gas controllata interamente dal gruppo francese Électricité de France.
Edison è uno dei principali produttori di energia elettrica in Italia (detenendo il 6,7% della produzione nazionale, dati riferiti all'anno 2015): possiede un parco produttivo che comprende impianti a ciclo combinato a gas (CCGT), idroelettrici, eolici, solari e a biomasse.
Dal 2007, in Grecia, ha partecipato al progetto di realizzazione di una centrale termoelettrica da 420 MW a Thisvi, operativa dal 2010 e gestita da Elpedison, la joint venture tra Edison ed Hellenic Petroleum.
Nel settore idrocarburi Edison è il secondo operatore italiano, coprendo il 21,2% del fabbisogno nazionale di gas (dati riferiti all'anno 2015).
La società ha allo studio attività di esplorazione e produzione di idrocarburi in Medio Oriente e Africa e, secondo l'ex AD e attuale presidente Marc Benayoun, si prefigge di realizzare infrastrutture in Europa, grazie alla rete di gasdotti e ai suoi rigassificatori già avviata dalla Snam, la quale ha rilevato reti importanti in Europa, Francia compresa.
Alla Borsa di Milano sono quotate solo le azioni di risparmio nell'indice FTSE Italia Small Cap, in seguito al delisting delle ordinarie avvenuto nel 2012.

## Storia

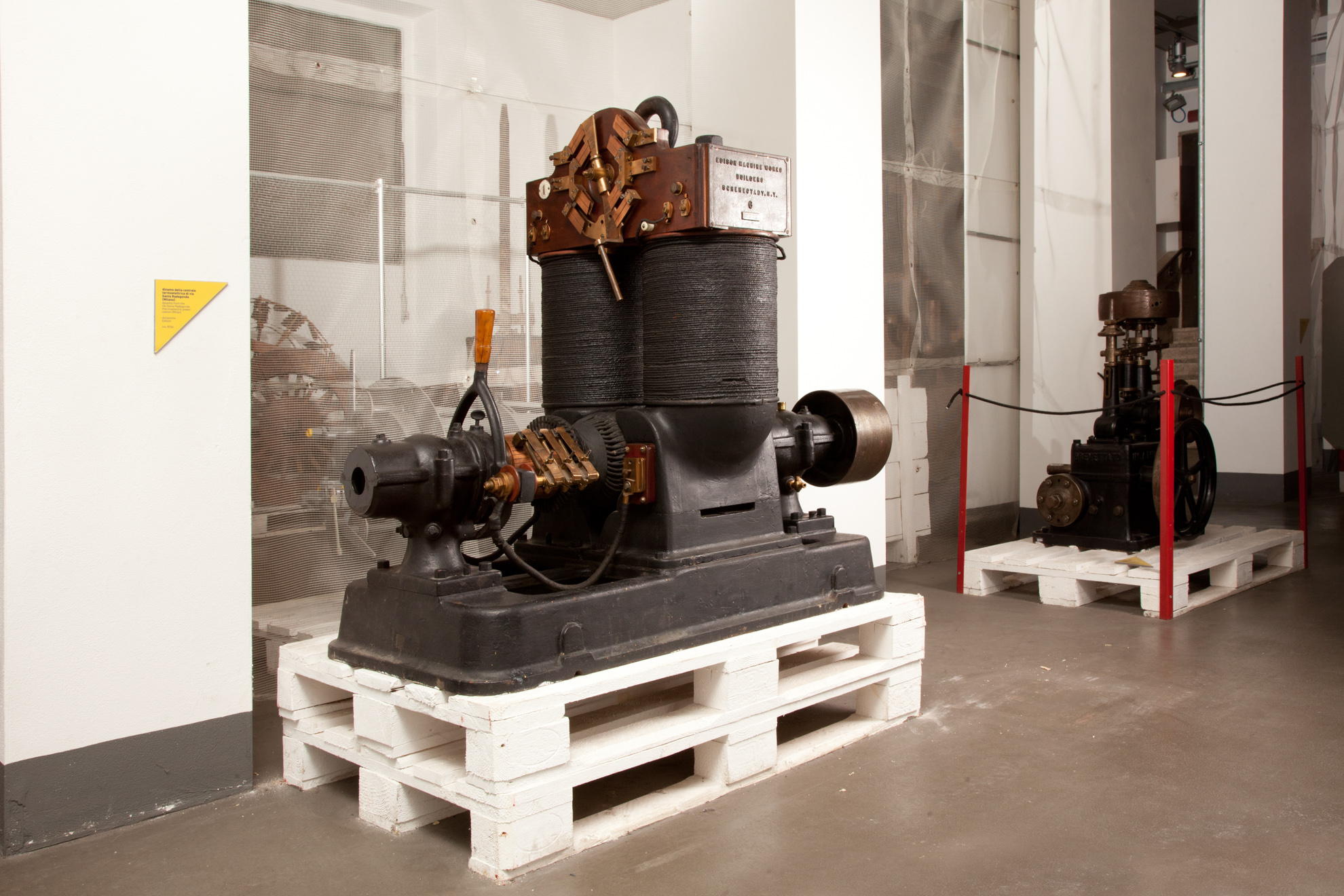
Dinamo verticale tipo Jumbo (Santa Radegonda). Esposta al Museo nazionale della scienza e della tecnologia Leonardo da Vinci, Milano

La prima società Edison viene formalmente costituita a Milano il 6 gennaio 1884 come Società Generale Italiana di Elettricità Sistema Edison  per la produzione e la distribuzione dell'energia elettrica, e Giuseppe Colombo, suo presidente, aveva già costruito nel centro di Milano, al posto dell'ex teatro Santa Radegonda, la Centrale Santa Radegonda, prima centrale elettrica europea, che incominciò la sua attività - seppur ancora limitata - il 28 giugno 1883, giorno a partire dal quale venne illuminato il Teatro Manzoni in piazza San Fedele. Dal 22 novembre l’impianto incominciò a fornire energia nelle ore diurne, mentre dal 3 dicembre l’elettricità fu disponibile anche nelle ore notturne”. Successivamente il servizio si estese ad alcuni locali della Galleria di Milano e, il 26 dicembre 1883, in occasione della Prima, la luce elettrica fece il suo debutto al Teatro alla Scala.
Nel 1893 la Edison impiantò a Milano la prima tranvia elettrica sperimentale, primo tassello di una vasta rete urbana ed extraurbana completata nel 1898, che la Edison gestì fino al 31 dicembre 1916.
I brevetti di Thomas Alva Edison basati sulla corrente continua si rivelarono però ben presto superati; dal 1895 un pool di banche italiane, guidati dalla neo costituita Banca Commerciale Italiana, rilanciò l'impresa adottando il sistema della corrente alternata, anche grazie a opportuni accordi con la AEG e investendo via via nuovi capitali. Nello stesso anno la società veniva quotata alla borsa di Milano. Già poco prima della prima guerra mondiale Edison rientrava tra le grandi imprese produttrici di energia elettrica e lo sviluppo è continuato negli anni Venti e Trenta.
L'impresa milanese negli anni stabilì quasi un monopolio regionale, dal momento che controllava una rete di imprese elettriche, che comprendeva la Società Elettrica Bresciana, la Società Emiliana di Esercizi Elettrici, la Dinamo, la Negri, la Conti, l'Interregionale Cisalpina, la Piemonte Orientale e la Ticino.
Dopo la seconda guerra mondiale Edison era uno dei maggiori gruppi elettrici a livello europeo. Negli anni '50 Edison investì nella diversificazione delle sue attività, rafforzandosi in altri settori (tra cui la chimica). In seguito alla nazionalizzazione del settore elettrico avvenuta nel 1963 e alla conseguente cessione delle attività di produzione e vendita di energia elettrica, Edison rimase autoproduttore, continuando a gestire le sole centrali che alimentavano gli impianti industriali del gruppo.
Nel 1955 venne costituita la società Edisonvolta, cui vennero trasferite le centrali elettriche e la rete di distribuzione dell'energia, rimanendo così la Edison una società finanziaria. A seguito della nazionalizzazione dell'energia elettrica, la Edisonvolta venne incorporata per fusione in Edison (ottobre 1964, in attuazione delle delibere approvate nell'assemblea straordinaria Edison del 14 dicembre 1963). Contestualmente la Edison ricevette l'indennizzo dallo Stato per l'esproprio in qualità di azionista.
Nel 1966 la società si fuse con la Montecatini per formare la Montedison (1969), il maggior gruppo chimico privato industriale italiano. Alla nuova società la Montecatini portava in dote i propri impianti, maestranze e know-how, mentre la Edison apportava le somme ricevute dallo stato, che sarebbero state utilizzate per effettuare nuovi investimenti.
Nel 1979 gli impianti elettrici di Montedison (21 centrali idroelettriche e 2 termoelettriche) vennero riuniti in una nuova società, SELM, che dopo quattro anni venne quotata alla Borsa di Milano. Nel '91 Selm fu ridenominata con il nome storico di Edison.
Gli anni successivi rappresentarono un periodo di grande sviluppo, anche grazie al Piano energetico nazionale del 1991 che promosse la realizzazione di impianti di produzione da fonti rinnovabili e assimilate rilanciando il ruolo degli autoproduttori. Sempre negli anni ‘90 Edison consolidò le sue attività nel settore degli idrocarburi, acquisendo importanti riserve di gas naturale.
Dal 1999 la nuova legislazione sulla progressiva liberalizzazione del settore elettrico nel (Decreto Bersani) reintrodusse la concorrenza nei settori dell'elettricità e del gas. Edison entrò nel nuovo mercato realizzando le prime forniture di energia elettrica ai clienti privati allargando anche la propria presenza nel settore gas.

### I presupposti del delisting
Nel 2000, la holding Compart (Compagnia di partecipazioni assicurative ed industriali S.p.A.) di Luigi Lucchini (Eridania - Béghin Say, Antibioticos, Ausimont, Edison, Tecnimont, ecc.) - che già possedeva il 36,1% delle ordinarie - lanciò un'OPA interna sulle azioni della Montedison S.p.A. con l'ausilio di Mediobanca, per prevenire scalate ostili e allo stesso tempo, secondo Pierre Di Toro, per monopolizzare la risalita dei dividendi della sub-controllata Edison. Azione che si concluse, dopo un mese, con il controllo di oltre il 92% del capitale ordinario di Montedison e la conseguente incorporazione della Montedison S.p.A. nella Compart S.p.A. ridenominata col nome dell'incorporata.
Nell'estate del 2001 Italenergia - società costituita da Fiat Energia,  Électricité de France (EdF), Tassara del finanziere franco-polacco Romain Zaleski, Banco di Roma, Banca Intesa e Banca San Paolo - lanciò un'OPA su Montedison e su Edison, acquisendone il controllo. Ciò comportò la dismissione di tutte quelle attività del Gruppo Montedison non rientranti nel settore energia e che non erano più considerate core business.
Con le trattative avviate fra ottobre e dicembre dello stesso anno, in Italenergia vennero incorporate la Edison, la Sondel (controllata del Gruppo Falck, dopo la mancata fusione di qualche mese prima), la Fiat Energia e la Montedison dando vita a una nuova società chiamata nuovamente Edison S.p.A.. L'assetto di Edison S.p.A. venne pertanto modificato nel 2005, quando il controllo della società passò, attraverso un'OPA, a Transalpina di Energia srl, la società controllata pariteticamente dal gruppo Électricité de France (EDF) e da Delmi, di cui A2A ne deteneva il 51%. Il primo presidente fu Giuliano Zuccoli.
Il 24 maggio 2012, in seguito a un riassetto durato quasi un anno, Électricité de France (EDF) ha acquisito il controllo esclusivo di Edison, delistando le azioni ordinarie dalla quotazione alla Borsa di Milano.
Nel dicembre 2014 Jean Bernard Levy è nominato presidente mentre il ruolo di Ceo è affidato nel 2015 a Marc Benayoun.
Nel luglio 2019 viene nominato CEO l'italiano Nicola Monti al posto di Marc Benayoun che, chiamato ad altri incarichi nella controllante Edf insieme a Jean Bernard Levy, assume l'incarico di presidente.

## Attività in Italia
Nel settore energia elettrica Edison ha avuto una produzione nel 2014 pari a 17,6 TWh, corrispondente al 6,7% dell'intera produzione nazionale (dati Edison). Dal 2002 al 2007 Edison ha completato la costruzione di nuovi impianti alimentati a gas per circa 7 700 MW.
Con una disponibilità nel 2014 di 13,2 miliardi di metri cubi di gas, che copre il 17,9% del fabbisogno italiano (dati Edison), Edison SpA sostiene l'intera filiera del gas naturale, dalla produzione all'importazione, distribuzione e vendita. La società dispone inoltre di diversi centri di stoccaggio di gas naturale in Italia. Edison è attiva nell'esplorazione e produzione di gas naturale e olio greggio, attraverso 60 concessioni e permessi esplorativi in Italia e 67 all'estero (dati Edison).
Nel settore eolico partecipa al capitale di e2i energie speciali, società creata nel 2014 insieme a F2i e EDF EN Italia, terzo operatore eolico in Italia per potenza installata (circa 600 MW).
AMG GAS S.R.L., di Palermo dal 2009 è soggetta ad attività di direzione e coordinamento della EDISON S.P.A.
Nel settembre 2019 nascono a Milano, alla Bovisa, all'interno dell'incubatore PoliHub, Officine Edison in collaborazione con il Politecnico di Milano, polo per l'innovazione e la sperimentazione digitale applicata all'energia.

## Presenza internazionale
Edison ha attività e uffici rappresentanza in Europa (Italia, Grecia, Regno Unito, Svizzera, Norvegia, Croazia, Bulgaria, Belgio e Turchia), Africa (Algeria, Egitto) e Medio Oriente (Israele).
In Grecia, attraverso la Joint Venture con Hellenic Petroleum, Edison è il secondo operatore elettrico del Paese grazie a una capacità installata di 800 MW. Nel 2011 Edison ha inaugurato la centrale a ciclo combinato gas di Thisvi con una potenza installata di 420 MW. L'azienda è impegnata inoltre nella costruzione dell'Interconnettore Grecia-Italia.
Nel Regno Unito Edison partecipa a tre licenze di esplorazione di idrocarburi.
In Norvegia Edison partecipa a cinque licenze di esplorazione di idrocarburi nella piattaforma continentale norvegese.
In Croazia Edison partecipa alla licenza di esplorazione di idrocarburi nel campo Izabela, situato nella parte settentrionale del mare Adriatico.
In Algeria Edison International detiene partecipazioni nelle licenze di sviluppo idrocarburi nel blocco Reggane North.
In Egitto Edison detiene diverse licenze per l'esplorazione e produzione di idrocarburi nel Paese: il 100% della concessione Abu Qir al largo del Delta del Nilo, il 20% nella licenza di produzione off-shore Rosetta, ha una partecipazione del 60% nella licenza West Wadi El Rayan del Western Desert e del 40% nella licenza di esplorazione di Sidi Abd El Rahaman al largo del Delta del Nilo.

## Infrastrutture gas
Edison è impegnata nella costruzione di principali infrastrutture di importazione del gas per l'Europa e l'Italia: il gasdotto ITGI e il gasdotto Galsi.
Il Terminale GNL Adriatico situato al largo di Rovigo ha una capacità di rigassificazione di 8 miliardi di metri cubi di gas l'anno, pari al 10% del fabbisogno italiano di gas ed è operativo dal 2009. Il rigassificatore è il primo realizzato off-shore a livello mondiale.

## Sostenibilità
Edison è attiva in diversi progetti che riguardano il tema della sostenibilità.
Il progetto Biovega è uno studio sulla biodiversità marina nella porzione di mare sottostante la piattaforma petrolifera Vega A, in Sicilia, al largo di Pozzallo.
Il progetto Green movie è volto a ridurre le emissioni legate alle produzioni cinematografiche tramite l'applicazione di un protocollo. I film Il ricco, il povero e il maggiordomo di Aldo, Giovanni e Giacomo, Il capitale umano di Paolo Virzì e Torneranno i prati di Ermanno Olmi sono stati realizzati seguendo tale protocollo.

## Archivio storico di filmati
La storia delle società del gruppo, delle loro realizzazioni e degli uomini che vi hanno contribuito è documentata in centinaia di filmati prodotti dagli anni venti agli anni ottanta del XX secolo, poi confluiti nell'Archivio nazionale del cinema d'impresa. In particolare, Ermanno Olmi, assunto dalla Edison dal 1947 al 1961, nel 1954 fondò la sezione Cinema Edisonvolta e, come regista, girò circa quaranta documentari.

## Sponsorizzazioni
Edison è stata sponsor della nazionale italiana di rugby. Dalla 16 edizione della Biennale di Architettura di Venezia Edison ne è partner. Da novembre 2019 a fine campionato è stata jersey sponsor della squadra calcistica A.C. Monza.

## Azionariato
Dopo un periodo di negoziazione durato più di un anno, il 24 maggio 2012, si è completato il processo di riassetto azionario di Edison.
L'accordo raggiunto tra gli azionisti della società ha consentito ad EDF, Électricité de France, di acquistare il controllo esclusivo di Edison con una partecipazione al 99,4%.

## Dati finanziari
| In milioni di €         | 2008   | 2009  | 2010   | 2011   | 2012   | 2013   | 2014   | 2015   | 2016   | 2017  | 2018  | 2019  | 2020  | 2021   | 2022   |
| ----------------------- | ------ | ----- | ------ | ------ | ------ | ------ | ------ | ------ | ------ | ----- | ----- | ----- | ----- | ------ | ------ |
| Ricavi di vendita       | 10 064 | 8 867 | 10 446 | 12 097 | 12 014 | 12 335 | 12 325 | 11 313 | 11 034 | 9 940 | 8 818 | 8 168 | 6 390 | 11 739 | 30 400 |
| Margine operativo lordo | 1 643  | 1 471 | 1 369  | 1 003  | 1 103  | 1 009  | 814    | 1 261  | 653    | 803   | 426   | 587   | 684   | 989    | 1 112  |
| Risultato netto         | 346    | 240   | 21     | 871    | 81     | 96     | 40     | (980)  | (389)  | (176) | 126   | 176   | 19    | 413    | 151    |

## Simboli

Logo usato dal 2002 al 2016
Logo in uso dal 7 novembre 2016

## Archivio
L’Archivio fotografico Edison, riconosciuto dalla Soprintendenza archivistica per la Lombardia come bene di notevole interesse storico, comprende le raccolte fotografiche delle aziende che negli anni si sono fuse nell'unico gruppo oggi denominato Edison Spa. La parte più consistente è costituita dal fondo Montecatini, azienda chimica nata nel 1888 e fusasi con Edison nel 1966. Il fondo appartenente a Edison è invece in gran parte confluito nell'archivio della società Enel al momento della nazionalizzazione del settore energetico nel 1962.
L'Archivio Edison si compone di positivi su carta e su pellicola alla gelatina ai sali d'argento e negativi su vetro e pellicola alla gelatina ai sali d'argento per un totale di circa 230 000 fototipi, di cui ad oggi ne sono stati catalogati e digitalizzati ca. 6 800 consultabili sul sito LBC Archivi. Lombardia Beni Culturali - Archivi.